# Emmanuel Bitanga
Emmanuel Bitanga, né le 5 novembre 1953 et mort le 9 décembre 2008 à Yaoundé,  est un athlète camerounais, spécialiste des courses de sprint .

## Biographie
En 1976, il doit participer aux Jeux olympiques de Montréal. Cependant, après trois jours de compétition, le Cameroun rejoint le boycott pour protester contre la présence de la Nouvelle-Zélande qui vient de participer à une tournée de rugby dans l'Afrique du Sud de l'apartheid.
En 1979, il participe aux tout premiers championnats d'Afrique d'athlétisme, à Dakar. Il y obtient la médaille de bronze du 200 mètres en 21 s 18.
Le 29 mars 1980, il bat le record du Cameroun du 400 mètres, en 46 s 34. Quelques mois plus tard, il doit participer aux Jeux olympiques de Moscou mais ne prend pas le départ du 200 m. Il est également inscrit au 400 m des championnats du monde 1983 mais ne prend pas le départ.
Il participe enfin aux Jeux olympiques de Los Angeles en 1984. Il est éliminé en séries du 200 m. 
Après sa carrière sportive, il se reconvertit en entraîneur. Il devient notamment directeur technique national de l'athlétisme camerounais. En 1998, il est nommé directeur technique du Centre international d’athlétisme de Dakar. Il quitte ce poste en 2006 pour des raisons de santé et décède le 9 décembre 2008 à Yaoundé.

### Palmarès
| Date | Compétition            | Lieu  | Résultat | Épreuve | Performance |
| ---- | ---------------------- | ----- | -------- | ------- | ----------- |
| 1979 | Championnats d'Afrique | Dakar | 3e       | 200 m   | 21 s 18     |

### Records
Il détient le record du Cameroun du 400 m (46 s 34) jusqu'en 2018. 
| Épreuve | Épreuve   | Performance | Lieu    | Date         |
| ------- | --------- | ----------- | ------- | ------------ |
| 400 m   | Plein air | 46 s 34     | Abidjan | 29 mars 1980 |